# Hanna Borchers
Hanna Borchers, verheiratete Hanna Bruckmann, (16. Dezember 1870 in Wiesbaden – 15. Februar 1961) war eine deutsche Theaterschauspielerin und Opernsängerin (Sopran).

## Leben
Borchers wurde von ihren Eltern Bodo und Marie Borchers musikalisch und dramatisch unterrichtet.
Ihren ersten Auftritt hatte sie am 6. Oktober 1888 als Ännchen. Einige Monate später wurde sie ans Hoftheater München engagiert. Dort debütierte sie am 8. Januar 1889 als Benjamin in Joseph in Ägypten von Étienne-Nicolas Méhul.
1889 nahm sie an den Bayreuther Festspielen teil, 1893 an den Musteraufführungen am Hoftheater in Gotha und 1895 in Weimar. Während dieser Zeit wurde sie zur herzoglich-sächsischen Kammersängerin ernannt.
Aus dem Hoftheater München ging sie zum 31. Dezember 1900 ab und heiratete den Verleger und k.u.k. österreichisch-ungarischen Konsul in München Alfred Bruckmann, Bruder des Verlegers Hugo Bruckmann.